# Acestra
Acestra is een geslacht van wantsen uit de familie van de Alydidae (Kromsprietwantsen). Het geslacht werd voor het eerst wetenschappelijk beschreven door Dallas in 1852.

## Soorten
Het genus bevat de volgende soorten:
- Acestra malayana Distant, 1903
- Acestra sinica Dallas, 1852
- Acestra yunnana Hsiao, 1963